# Наракасура
Нарака, также Наракасура (Нарака-асура), — в индийской мифологии гигант, злой демон-асура, самый непримиримый и страшный враг богов, сделавшийся бичом человечества и осквернявший Землю своими злодействами. Его победил Вишну, сражавшийся с ним целый день. Исторический правитель Камарупы (в восточной Индии) в период «Махабхараты» (ок. 400—200 годов до н. э.).

## Мифология
Вишну вступил с ним в бой, бился целый день и только к ночи одолел его. Таким образом ему пришлось совершить свои ежедневные омовения уже после заката Солнца, ночью. В память этого события брахманы также откладывают в этот день (единственный в году) свои омовения до ночи. Этот день отмечается как индийский праздник Дипавали-хабба («жертвоприношение ламп») — в память о двух прославленных гигантах, Бала-чакраварти и Наракасуре. Вечером индусы украшают лампами двери своих домов и обвешивают улицы бумажными фонарями.

## Исторический правитель
Наракасура и его сын Бхагадатта были известными правителями Камарупы (первое царство на территории восточноиндийского Ассама) в период «Махабхараты» (около 400—200 годов до н. э.). Китайский путешественник Сюаньцзан примерно в 640 году оставил яркий отчёт о стране и её обитателях.
Столица Камарапы находилась в Прагджьётишапуре (Прагджйотишапур; ныне Гувахати). Древняя Камарапа могла включать долину реки Брахмапутра, Бутан, область Рангпура (в настоящее время в Бангладеш) и Кох-Бихара в штате Западная Бенгалия.